# Alminoprofen
Alminoprofen ist ein nicht-steroidaler entzündungshemmender Arzneistoff aus der Klasse der Phenylpropionsäuren. Vom chemischen Namen 2-(4-[{2-Methylallyl}amino]phenyl)propansäure der Substanz ist der Freiname Alminoprofen abgeleitet.

## Stereochemie
Alminoprofen existiert in zwei enantiomeren Formen; das Stereozentrum ist die Benzylposition.

## Pharmakologie
Obwohl die Pharmakologie nicht-steroidaler entzündungshemmender Arzneimittel (NSAR) umfassend untersucht wurde, ist noch nicht vollständig geklärt, wie diese auf immunologischer Ebene wirken. Alminoprofen ist ein neueres NSAR mit einer charakteristischen entzündungshemmenden Funktion durch Hemmung der Cylooxygenase- und Phospholipase A2-Aktivität.

### Vergleich mit Ibuprofen
Die Auswirkungen von Alminoprofen wurden in Tierversuchen untersucht und mit denen von Ibuprofen verglichen. Alminoprofen in einer Dosierung von 30 mg/kg, intraduodenal verabreicht, unterdrückte signifikant die passiven anaphylaktischen Bronchokonstriktionen, während dies mit Ibuprofen bei gleicher Dosierung nicht geschah. In-vitro-Studien zeigten, dass Alminoprofen im Gegensatz zu Ibuprofen eine hemmende Wirkung auf die Arachidonat-5-Lipoxygenase-Aktivität ausübt, die die Biosynthese von Leukotrienen einleitet. Alminoprofen hemmte in hohen Dosen das Arachidonsäure-induzierte Ohrödem bei Mäusen und die homologe passive kutane Anaphylaxie bei Ratten, während Ibuprofen dies in gleich hohen Dosen nicht tat.

## Synthese
Die mehrstufige Synthese von Alminoprofen ist in der folgenden Reaktionssequenz beschrieben:

Enantiomere Formen (R)-(–)-Alminoprofen (oben) und (S)-(+)-Alminoprofen (unten)

Die Synthese geht von dem Edukt para-Nitrophenylessigsäure aus. Der erste Schritt ist eine Mannich-Reaktion mit Formaldehyd und Dimethylamin. Der zweite Schritt ist eine Eliminierungsreaktion, bei der ein terminales Alken gebildet wird. Im dritten Schritt wird das Alken und gleichzeitig die Nitrogruppe mit Palladium auf Kohle als Katalysator und Wasserstoff als Reduktionsmittel reduziert. Der letzte Schritt ist eine Nukleophile Substitution, in der das arylische Amin als Nukleophil fungiert. Das Produkt ist ein Racemat.

## Handelsnamen
Minalfen (J)